# Sárkány-barlang (Krakkó)

A Sárkány-barlang helye a Wawelnél

A Sárkány-barlang, lengyelül: Smocza Jama („a sárkány barlangja/odúja”) egy kisméretű mészkőbarlang a Wawel-domb alatt Krakkóban. Nevét a legendás Wawel sárkányáról kapta. Az egyik legismertebb barlang Lengyelországban.

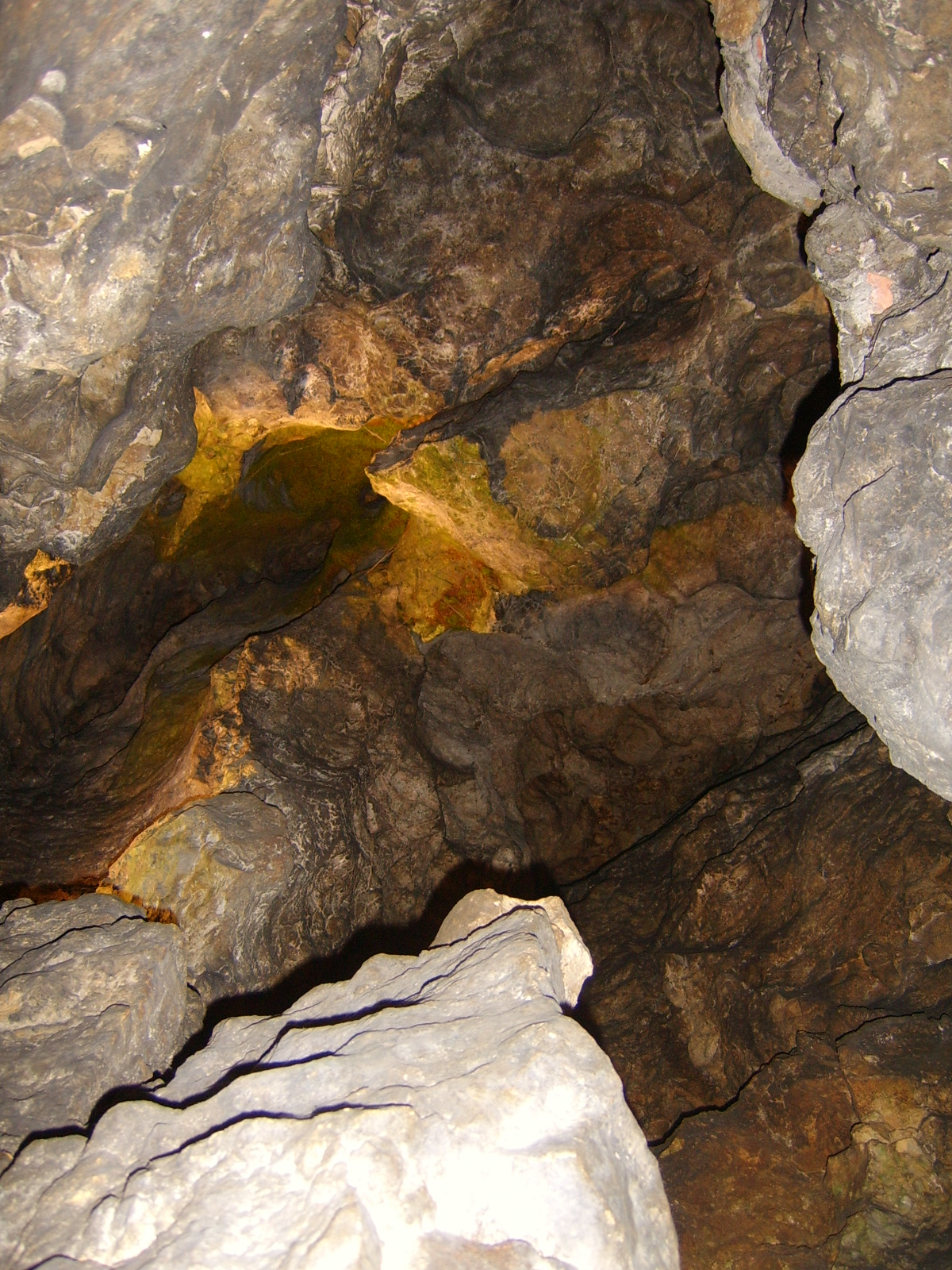
Smocza Jama, Sárkány-barlang

## Geomorfológia
A Sárkány-barlangnak két bejárata van, az egyik természetes, a másik mesterséges – a 19. században alakították ki. Három nagyobb barlangteremből áll, az őket összekötő folyosókat 1974-ben fedezték fel a waweli székesegyház alatt.
A mészkőbarlangot termálvizek alakították ki. A barlang föld alatti vizében él a ritka tátrai vakbolharák (Niphargus tatrensis) rákféle, a harmadidőszak tengeri faunájának élő maradványfaja.
A barlang 276 méter hosszú, a magassága 15 méter körül van. A látogatók 81 méter mélyre mehetnek be.

## Története

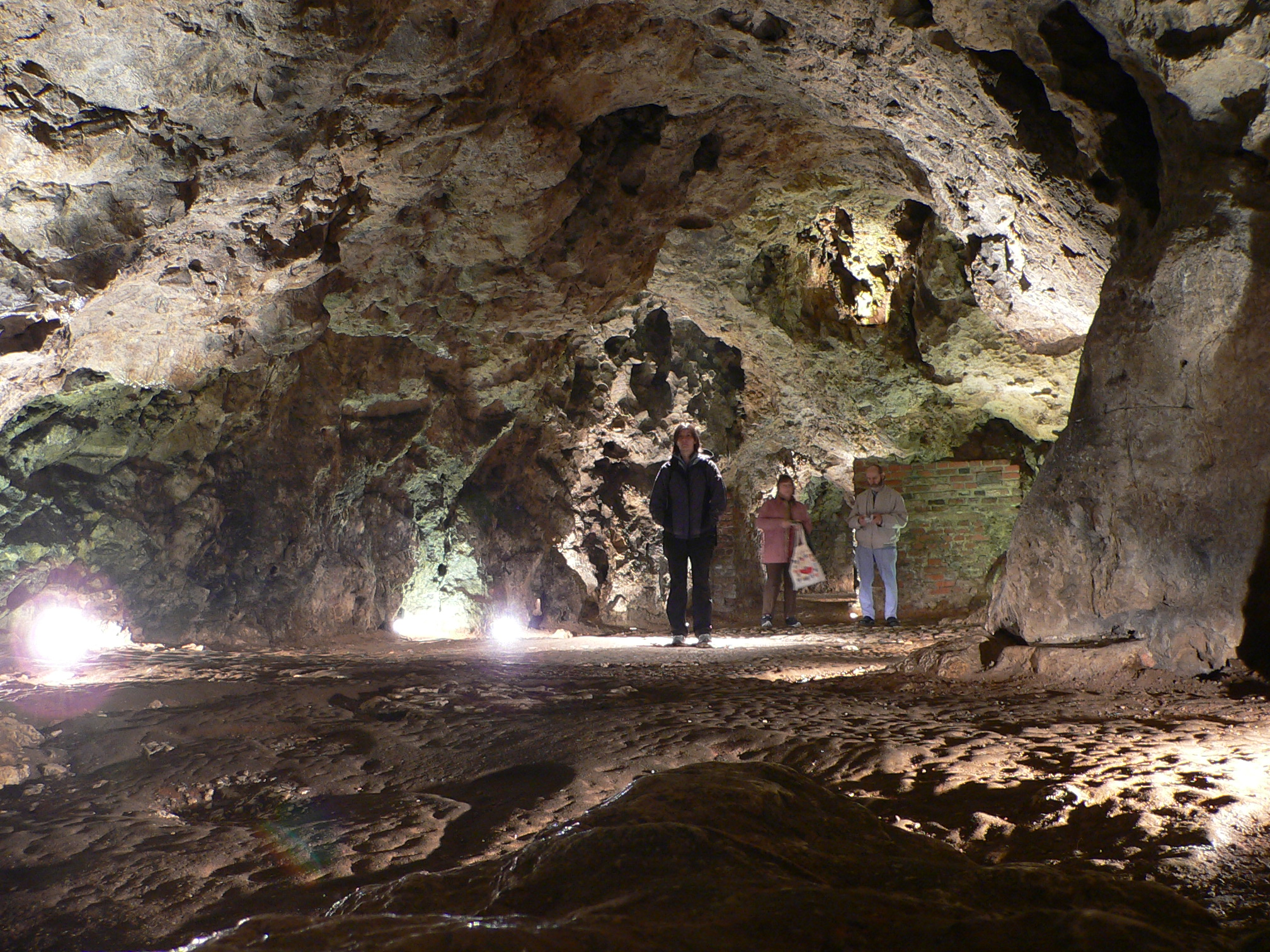
A barlang belülről

A Smocza Jamát először a 12. század fordulóján említi Wincenty Kadłubek a Chronica Polonorum könyvében, ez az első írott forrása a Wawel-sárkány legendájának. A sárkány legendáját Jan Długosz és Marcin Bielski alapozta meg további műveikben. A Smocza Jama névvel először 1551-ben Marcin Bielski Kronika wszystkiego świata művében találkozhatunk.
A 18. században a Wawel erődítményrendszerének megerősítése miatt a barlang bejáratát eltorlaszolták és csak 1842-ben nyitották meg újra a barlangot az emberek, látogatók számára.
1972-ben egy tűzokádó sárkányszobrot – a Wawel-sárkány tiszteletére – állítottak a barlang bejárata elé.